# یوسف بن علوی
یوسف بن علوی (عربی: يوسف بن علوي بن عبد الله) زادهٔ ۱۹۴۵ در صلاله، سیاستمدار و دیپلمات عُمّانی است.در جوانی از چپگرایان و کمونیست تحت حمایت شوروی بود و با دوستانش در عمان شورش کرد و با کمک شاه ایران شورش آنها شکست خورد و بعدا سلطان عمان او را وزیر خارجه کرد تا مملکت را آباد کند.
او در اواخر مرداد ۱۳۹۹ از سمت خود برکنار  و بدر البوسعیدی جایگزین او شد. نشریه اسرائیلی هاآرتس دلیل این برکناری را گفتگوی یوسف بن علوی با گابی اشکنازی (وزیر امور خارجه اسرائیل) دانست.